# حزب مؤتمر استقلال مدغشقر
حزب مؤتمر استقلال مدغشقر (بالفرنسية: Parti du Congrès de l'indépendence de Madagascar)، هو حزب سياسي شيوعي في مدغشقر. تم تأسيس الحزب في 8 نوفمبر 1958. كانت إحدى المنظمات التي شاركت في التكوين هي اتحاد نقابات العمال بقيادة فرانسيس ساوترون. كان الرئيس المؤسس ريتشارد أندريامانجاتو، وهو قس بروتستانتي مرينا كان قد طور روابط مع الحزب الشيوعي الفرنسي. على مدار تاريخه، هيمنت عرقية مرينا على الحزب. أيد الحزب الاستقلال الفوري. في البداية، كان مقر الحزب في أنتاناناريفو وأنتسيرانانا.
كانت جيزيل رابيساهالا الأمينة العامة للحزب من 1960-1990.
في 11 أكتوبر 1959، فاز الحزب في الانتخابات البلدية في أنتاناناريفو. حصل على 25 مقعدًا من أصل 37 مقعدًا. في نفس اليوم فازت قائمة الحزب بالانتخابات البلدية في دييجو-سواريز (أنتسيرانانا الآن)، حيث كان سوترون رئيس البلدية. حصل الحزب على 19 مقعدًا من أصل 27 مقعدًا، وأعيد انتخاب سوترون، عمدة.
في مارس 1989، انفصل أندريامانجاتو وشكل حزب ألبرت زافي المؤيد لمؤتمر استقلال مدغشقر - التجديد.